# Tjugofemte tillägget till USA:s konstitution
Tjugofemte tillägget till Förenta staternas konstitution (engelska: The 25th Amendment) antogs av kongressen den 6 juli 1965 och trädde i kraft 10 februari 1967 då tillräckligt många delstater ratificerat det.

## Innehåll
Tillägget beskriver hur USA:s president och USA:s vicepresident ersätts om de avlider, avsätts, avgår, blir allvarligt sjuka och andra situationer.
Det har fyra delar:
1. Om presidenten dör eller lämnar ämbetet, ska vicepresidenten blir president. (Innan var det oklart om vicepresidenten blir president i egen rätt eller enbart tillförordnad under resten av mandatperioden, men vederbörande blir i och med detta fullt ut president)
2. Om ämbetet som vicepresident blir vakant, ska presidenten utse en vicepresident som tillträder först efter att ha erhållit majoritetsröst i kongressens båda kamrar.
3. Om presidenten skriftligt meddelar representanthusets talman och senatens tillförordnade ordförande att han inte kan fullgöra sina befogenheter och uppgifter, skall hans befogenheter och uppgifter fullgöras av vicepresidenten som tillförordnad president. Detta avslutas när presidenten skriftligt meddelar talmännen att han kan återta sina befogenheter.
4. Om vicepresidenten och en majoritet av departementscheferna skriftligen meddelar representanthusets talman samt senatens tillförordnade ordförande, att presidenten inte kan fullgöra sina befogenheter och uppgifter, ska vicepresidenten omedelbart ta på sig befogenheterna och uppgifterna som tillförordnad president. Om presidenten sedan överlämnar sin skriftliga förklaring till talmännen om att ingen oförmåga existerar, kan han återuppta sina befogenheter och skyldigheter, såvida inte vicepresidenten och en majoritet av departementscheferna inom fyra dagar meddelar kongressens företrädare enligt ovan att oförmågan kvarstår. Därefter ska kongressen avgöra frågan och samlas inom fyrtioåtta timmar. Om kongressen inom tjugo dagar efter mottagandet av den sistnämnda skriftliga förklaringen, bestämmer genom två tredjedelars majoritet i båda kamrarna att presidenten inte kan fullgöra sina befogenheter och uppgifter, ska vicepresidenten fortsätta att ansvara på samma sätt som tillförordnad president; i annat fall ska presidenten återuppta sina befogenheter och uppgifter.

## Användning
Tjugofemte tillägget har efter 1967 tagits i bruk några gånger.
Paragraf 1: 1974 avgick Richard Nixon och Gerald Ford blev då president.
Paragraf 2: 1973 avgick vicepresident Spiro Agnew och president Richard Nixon nominerade Gerald Ford (som var tvungen att godkännas av både senaten och representanthuset). Ford har varit både vicepresident och president utan att ha blivit vald av elektorskollegiet. Ford nominerade efter att han blev president Nelson Rockefeller som sin vicepresident (som var tvungen att godkännas av både senaten och representanthuset).
Paragraf 3: 1985 behövde Ronald Reagan genomgå en medicinsk behandling, och valde då att enligt tjugofemte tilläggets formalia ge vicepresident George H. W. Bush befogenhet som tillförordnad president några timmar. När Reagan blev skjuten 1981 aktiverades varken paragraf 3 eller 4 trots att han opererades. 2002 och 2007 behövde George W. Bush genomgå en medicinsk behandling, och vicepresident Dick Cheney fick kortvarigt befogenhet som tillförordnad president. 2021 gavs vicepresident Kamala Harris befogenheten när Joe Biden genomgick en medicinsk behandling.
Paragraf 4 har aldrig använts. Ingen minister har heller drivit frågan offentligt. Mediaspekulationer och mediadebatt har förekommit om detta, bland annat mot Donald Trump.

## Bakgrund
Konstitutionen skriver att om presidenten avskedas, dör, avgår eller har oförmåga att utöva sina befogenheter och skyldigheter, skall dessa tillkomma vicepresidenten. Före 1967 förekom några tillfällen där det var oklart vad som gällde.
- President William Henry Harrison dog 1841, och vicepresident John Tyler tog över som president och kallade sig det, inte tillförordnad.
- President Woodrow Wilson fick en stroke 1919 och blev sängliggande. Ingen ville riktigt fastställa honom som oförmögen och han satt formellt kvar tills efter valet 1920.
- Vicepresidentämbetet har ett antal gånger före 1967 varit vakant. Enligt lag från 1792 står först Senatens och sedan Representanthusets talman först i tur att tillträda som tillförordnad president om ingen finns. Sedan 1947 ändrades lagen så att representanthusets talman och därefter President pro tempore i USA:s senat står efter vicepresidenten i successionsordningen.[1]
- President John F. Kennedy blev mördad 1963, och vicepresident Lyndon Johnson svors in som president. Vicepresidentämbetet blev då vakant. Det faktum att Johnson fått en hjärtattack 1955 orsakade oro och var ett startskott till att ta fram det 25:e tillägget i syfte att formalisera hanterandet av dessa situationer.

Det finns en möjlighet att avskeda presidenten genom beslut av kongressens båda kamrar, vid brottslighet och liknande. Det kallas riksrätt, vilket beskrivs direkt i konstitutionen. Tjugofemte tilläggets paragraf 4 hanterar sjukdom, inte riksrätt.